# 渔民村 (利津县)
渔民村，中华人民共和国山东省东营市利津县刁口乡所辖行政村。位于刁口乡驻地东南方。全村人口149户，498口人(2010年底)。耕地面积1045亩。[区划代码370522206201。